# Hvidkronet due
Hvidkronet due (latin: Patagioenas leucocephala) er en dueart.
Hvidkronet due lever i det sydlige Florida, øerne i Vestindien og det nordvestlige Panama.
IUCN kategoriserer arten som næsten truet. Hvidkronet due anses for at være i tilbagegang på grund af løbende habitatnedbrydning og uholdbar jagt, selvom den lille bestand i USA er stigende.